# Antonio Anastasio Rossi
Antonio Anastasio Rossi (Milano, 18 luglio 1864 – Pompei, 29 marzo 1948) è stato un patriarca cattolico italiano.

## Biografia
Ordinato sacerdote il 25 marzo 1887, fu nominato arcivescovo metropolita di Udine l'8 gennaio 1910.
Durante il suo episcopato iniziò lo sviluppo del giornalismo e del movimento sociale cattolico in Friuli.
Fu anche uno dei maggiori fautori del riavvicinamento tra Stato e Chiesa, tanto da dichiarare pubblicamente durante la settima Settimana Sociale, tenutasi a Milano dal 30 novembre al 6 dicembre 1913, che per risolvere la Questione romana era sufficiente la internalizzazione della legge delle guarentigie, come già proposto dal liberale Stefano Jacini.
Dopo la rotta di Caporetto decise di lasciare la città di Udine e di trovare rifugio nelle retrovie italiane; questa decisione fu aspramente criticata, dal momento che il vescovo di Concordia Francesco Isola era rimasto al suo posto per dare supporto alla popolazione e che persino i parroci della sua stessa diocesi avevano fatto lo stesso, rimanendo nei paesi invasi dagli austriaci.
Il 19 dicembre 1927 venne promosso patriarca latino di Costantinopoli e prelato nullius di Pompei, ufficio che mantenne per il resto della vita.
A Pompei mise tutta la sua energia per continuare l'opera di Bartolo Longo. Ampliò ed ammodernò buona parte delle strutture preesistenti aggiungendone di nuove ed affrontò anche il problema dell'ampliamento della basilica di dimensioni ormai insufficienti per l'afflusso dei fedeli. Fece costruire due nuove navate e, tra le fondamenta, ricavò la cripta per le salme di Bartolo Longo, della contessa de Fusco e di padre Alberto Radente. Costituì il Tribunale Ecclesiastico Ordinario per la causa di canonizzazione di Bartolo Longo e contemporaneamente affidò al Padre Barnabita Eufrasio M. Spreafico l'incarico di scrivere la vita del Fondatore e di riordinarne l'archivio.
Morì, a 83 anni, il 29 marzo 1948 a Pompei e fu sepolto nella cripta della basilica del Rosario a Pompei.
Fu l'ultimo patriarca latino titolare di Costantinopoli, perché alla sua morte la sede restò vacante e nel 1964 fu definitivamente soppressa da Paolo VI.

## Genealogia episcopale e successione apostolica
La genealogia episcopale è:
- Cardinale Scipione Rebiba
- Cardinale Giulio Antonio Santori
- Cardinale Girolamo Bernerio, O.P.
- Arcivescovo Galeazzo Sanvitale
- Cardinale Ulderico Carpegna
- Cardinale Paluzzo Paluzzi Altieri degli Albertoni
- Papa Benedetto XIII
- Papa Benedetto XIV
- Papa Clemente XIII
- Cardinale Marcantonio Colonna
- Cardinale Giacinto Sigismondo Gerdil, B.
- Cardinale Giulio Maria della Somaglia
- Cardinale Carlo Odescalchi, S.I.
- Cardinale Costantino Patrizi Naro
- Cardinale Lucido Maria Parocchi
- Cardinale Agostino Gaetano Riboldi
- Vescovo Francesco Ciceri
- Patriarca Antonio Anastasio Rossi

La successione apostolica è:
- Vescovo Giosuè Cattarossi (1911)
- Vescovo Luigi Paulini (1911)
- Vescovo Fortunato de Santa (1914)